# Vince Biegel
Vincent James Biegel (* 2. Juli 1993 in Marshfield, Wisconsin) ist ein ehemaliger US-amerikanischer American-Football-Spieler auf der Position des Outside Linebackers. Er wurde 2017 von den Green Bay Packers gedraftet und spielte zuletzt für die Baltimore Ravens in der NFL.

## College
Biegel spielte vier Jahre lang für die Wisconsin Badgers an der University of Wisconsin–Madison als Linebacker. In seinen vier Spielzeiten erzielte er insgesamt 131 Tackles und 15 Sacks. Die letzten beide Jahre spielte er an der Seite von T. J. Watt, welcher ebenfalls Linebacker ist und auch 2017 gedraftet wurde. 

## NFL

### Green Bay Packers
Vince Biegel wurde bei dem NFL Draft 2017 in der vierten Runde von den Green Bay Packers gedraftet. Somit spielte der in Wisconsin geborene Biegel bei dem einzigen NFL Team aus diesem US-Bundesstaat. Er unterschrieb einen Vertrag über vier Jahre in der Höhe von knapp 3,1 Millionen US-Dollar. Die Saisonvorbereitungen musste Biegel verletzungsbedingt abbrechen und verpasste die erste Hälfte der Saison 2017. In der 8. Woche feierte er sein Debüt bei dem Spiel gegen die Detroit Lions.
In der verbleibenden Spielzeit gelangen ihm 16 Tackles für sein Team. In seiner zweiten Profisaison schaffte Biegel nicht den Sprung in den finalen 53-Mann-Kader bei den Packers und wurde von diesen entlassen.

### New Orleans Saints
Einen Tag nach seiner Entlassung bei den Packers verpflichteten die New Orleans Saints Biegel für ihren Practice Squad. Noch im September 2018 wurde er aktiviert und kam schließlich in 14 Spielen zum Einsatz, wobei ihm 4 Tackles gelangen.

### Miami Dolphins
Am 1. September 2019 wechselte er im Tausch mit Kiko Alonso zu den Miami Dolphins. Wegen eines Achillessehnenrisses verpasste er die Saison 2020. Vor Beginn der Spielzeit 2021 setzten die Dolphins ihn auf die Injured Reserve List und entließen ihn schließlich am 7. September 2021. Am 19. Oktober holten die Dolphins Biegel für ihren Practice Squad zurück.

### Baltimore Ravens
Im Mai 2022 nahmen die Baltimore Ravens Biegel unter Vertrag. Er zog sich vor Saisonbeginn einen Achillessehnenriss zu und fiel damit für die gesamte Spielzeit aus.